# Europameisterschaften im Modernen Fünfkampf 2011
Die Europameisterschaften im Modernen Fünfkampf 2011 fanden vom 28. Juli bis 1. August 2011 im Borough of Medway im Vereinigten Königreich statt.
Lena Schöneborn wurde im Einzel erstmals Europameisterin. Mit der Damenmannschaft und auch in der Staffel wurde sie, gemeinsam mit Annika Schleu und Eva Trautmann, Vizeeuropameisterin.

## Herren

### Einzel
| Platz | Land     | Sportler             |
| ----- | -------- | -------------------- |
| 1     | Russland | Andrei Moissejew     |
| 2     | Russland | Sergei Karjakin      |
| 3     | Ukraine  | Dmytro Kirpuljanskyj |

### Mannschaft
| Platz | Land       | Sportler                                            |
| ----- | ---------- | --------------------------------------------------- |
| 1     | Russland   | Sergei Karjakin Ilja Frolow Alexander Lessun        |
| 2     | Italien    | Pierpaolo Petroni Riccardo De Luca Nicola Benedetti |
| 3     | Tschechien | David Svoboda Ondřej Polívka Michal Sedlecký        |

### Staffel
| Platz | Land    | Sportler                                                  |
| ----- | ------- | --------------------------------------------------------- |
| 1     | Ungarn  | Róbert Kasza Ádám Marosi Bence Demeter                    |
| 2     | Polen   | Łukasz Klekot Bartosz Majewski Szymon Staśkiewicz         |
| 3     | Belarus | Dsmitryj Meljach Mikalai Gayanouski Stanislau Schurauljou |

## Damen

### Einzel
| Platz | Land        | Sportlerin              |
| ----- | ----------- | ----------------------- |
| 1     | Deutschland | Lena Schöneborn         |
| 2     | Ungarn      | Adrienn Tóth            |
| 3     | Ukraine     | Wiktorija Tereschtschuk |

### Mannschaft
| Platz | Land        | Sportlerinnen                               |
| ----- | ----------- | ------------------------------------------- |
| 1     | Ungarn      | Adrienn Tóth Sarolta Kovács Leila Gyenesei  |
| 2     | Deutschland | Lena Schöneborn Eva Trautmann Annika Schleu |
| 3     | Frankreich  | Amélie Cazé Anaïs Eudes Elfie Arnaud        |

### Staffel
| Platz | Land        | Sportlerinnen                               |
| ----- | ----------- | ------------------------------------------- |
| 1     | Ungarn      | Adrienn Tóth Sarolta Kovács Leila Gyenesei  |
| 2     | Deutschland | Lena Schöneborn Eva Trautmann Annika Schleu |
| 3     | Frankreich  | Amélie Cazé Anaïs Eudes Elfie Arnaud        |

## Medaillenspiegel
| Platz | Land        | Goldmedaille | Silbermedaille | Bronzemedaille |
| 1     | Ungarn      | 3            | 1              | –              |
| 2     | Russland    | 2            | 1              | –              |
| 3     | Deutschland | 1            | 2              | –              |
| 4     | Italien     | –            | 1              | –              |
| 4     | Polen       | –            | 1              | –              |
| 6     | Frankreich  | –            | –              | 2              |
| 6     | Ukraine     | –            | –              | 2              |
| 8     | Tschechien  | –            | –              | 1              |
| 8     | Belarus     | –            | –              | 1              |